# لاميون عريض أوراق
لاميون عريض أوراق (الاسم العلمي: Lamium latifolium) هو نوع من النباتات يتبع جنس اللاميون من الفصيلة الشفوية.